# Pietro Palazzotto
Pietro Palazzotto (Palermo, 1837 – Capua, 2 ottobre 1860) è stato un avvocato e patriota italiano attivo a Palermo.

## Biografia
Nasce a Palermo dall'architetto Emmanuele Palazzotto (Palermo, 1798-1872) e dalla Baronessa Maria Angela Martinez Napoli; suoi fratelli furono il dottore Domenico Palazzotto (1832-1894), l'architetto Giovan Battista Palazzotto (1834-1896), mons. Giuseppe Palazzotto (1839-1919) e l'architetto Francesco Paolo Palazzotto (1849-1915). Era cugino del bibliografo Gaetano Palazzotto (1814-1859).
Laureatosi alla Regia Università degli Studi di Palermo in Giurisprudenza, a differenza del padre Emmanuele che era legato alla corona dei Borbone, anche per rapporti personali con il re Ferdinando II, fu un fervente rivoluzionario e presto garibaldino.
Nel 1860 si unì subito ai Mille al seguito di Garibaldi e partecipò attivamente alla vittoriosa Battaglia di Milazzo come parte dell'Esercito meridionale. Non soddisfatto, volle proseguire con i commilitoni verso Napoli e prese parte alla Battaglia del Volturno, svoltasi tra il 26 settembre e il 2 ottobre 1860. Con il grado di Tenente e al comando di una batteria, partecipò attivamente a quei frangenti, pur ferito proseguì la battaglia ma venne colpito a morte.
Fu decorato con medaglia d'argento al valor militare. Le medaglie e alcune lettere furono donate dal fratello Francesco Paolo al Museo Nazionale di Palermo.